# Franciszek Rogaczewski

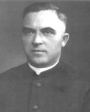
Franciszek Rogaczewski

Franciszek Rogaczewski (dt. Franz Rogaczewski, * 23. Dezember 1892 in Lipinken, (poln. Lipienki) bei Schwetz; † 11. Januar 1940 Saspe bei Danzig (heute Gdańsk-Zaspa)) war Priester und Seliger der katholischen Kirche.

## Leben
Rogaczewski stammt aus einer alteingesessenen polnischen Bauernfamilie. Am 16. März 1918 wurde er zum Priester der Diözese Kulm geweiht und von Bischof Augustinus Rosentreter als Kaplan zuerst nach Neumark in Westpreußen und 1920 an die Herz-Jesu-Kirche in Danzig-Langfuhr (Gdańsk-Wrzeszcz) entsandt. Schließlich kam er nach Danzig an die Pfarreien St. Brigitten und später St. Joseph. Er war sehr aktiv und ein großer Organisator. 1924 gründete er zusammen mit einer Gruppe polnischer Priester die katholische Liga.
Mit Förderung der polnischen Regierung konnte er zwei Kirchen, Christ-König und St.-Stanislaus, errichten. Am 1. Januar 1930 ernannte ihn der Danziger Bischof Eduard Graf O’Rourke zum Pfarrer der polnischen Danziger. Er war bis zuletzt Seelsorger der Polnischen Christ-Königs-Gemeinde, deren Kirche er in den Jahren 1928 bis 1932 errichtet hatte.
Es gelang ihm sogar die Sondererlaubnis des Heiligen Stuhls für eine polnische Personalpfarrei in Danzig zu erreichen. Als aber am 10. Oktober 1937 er und Bronisław Komorowski zu Personalpfarrern ernannt wurden, musste der Bischof am 13. Oktober die zuvor mündlich gegebene Ernennung schriftlich zurücknehmen. Dies geschah unter Druck der Deutschsprachigen, die zunehmend vom Nationalsozialismus geprägt waren. Als Folge dieser Affäre reichte O’Rourke seinen Rücktritt ein.
Frühmorgens am ersten Tag des Weltkriegs, dem 1. September 1939, wurden die Pfarrer Komorowski, Rogaszewski, Bernhard von Wiecki, sowie die Geistlichen Władysław Szymanski und Marian Górecki von SS-Männern verhaftet und in der Victoriaschule gefangen gesetzt und später in das Gestapohaus in Danzig-Neugarten überführt. Bischof Splett bemühte sich sehr um diese Priester und konnte sie sogar kurz besuchen.

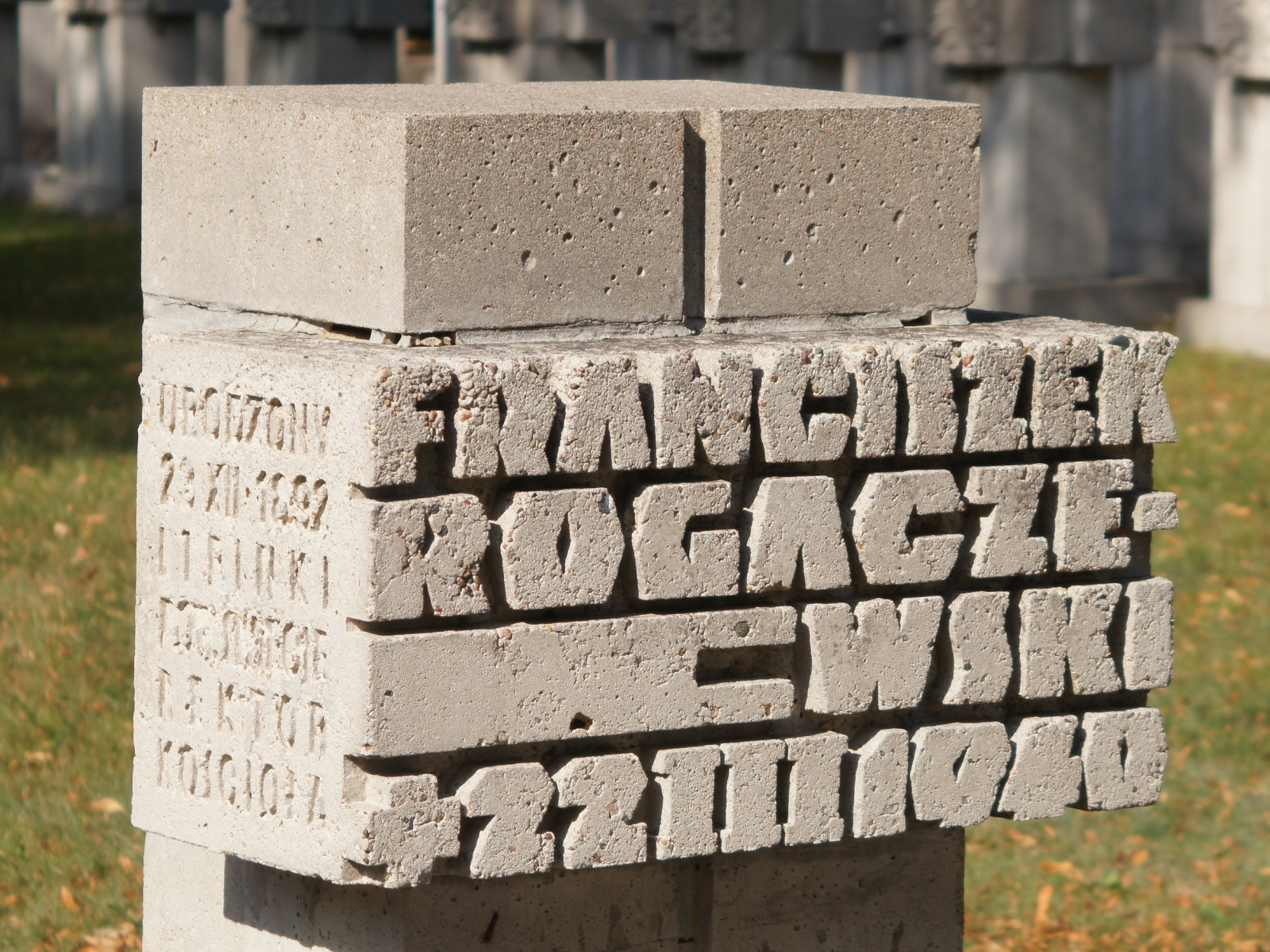
Grab auf dem Ehrenfriedhof Zaspa

Am Donnerstag, dem 11. Januar 1940, wurde er in Saspe bei Danzig (Gdańsk-Zaspa), erschossen. Er hat dort ein Grab auf dem Ehrenfriedhof Cmentarz na Zaspie.

## Seligsprechung und Gedenken
Am 13. Juni 1999 hat Papst Johannes Paul II. auf dem Piłsudski-Platz in Warschau 108 polnische Märtyrer der deutschen nationalsozialistischen Verfolgung seliggesprochen. Unter ihnen waren die drei Danziger Geistlichen Marian Górecki, Bronisław Komorowski und Franciszek Rogaczewski. Eine Gedenktafel an der Marienkapelle in Söder bei Hildesheim nennt ihre Namen.
Die katholische Kirche hat Pfarrer Franz Rogaczewski als Glaubenszeugen in das deutsche Martyrologium des 20. Jahrhunderts aufgenommen.